# Stefan Petković
Stefan Petković (Zúrich, 23 de noviembre de 1992) es un jugador de baloncesto serbio-suizo que actualmente pertenece a la plantilla del BC Winterthur de la LNA, la máxima división suiza. Con 1,85 metros de altura juega en la posición de Base. Es internacional absoluto con Suiza.

## Selección Suiza

### Categorías inferiores
Internacional con las categorías inferiores de la selección de baloncesto de Suiza, disputó el Europeo Sub-16 División B de 2008, celebrado en Sarajevo, Bosnia-Herzegovina, en el que la selección suiza quedó en 12.ª posición, el Europeo Sub-18 División B de 2008, celebrado en Debrecen, Hungría, en el que la selección suiza quedó en 16.ª posición y el Europeo Sub-18 División B de 2009, celebrado en Sarajevo, Bosnia-Herzegovina, en el que la selección suiza quedó en 12.ª posición,
En el Europeo Sub-16 División B de 2008 jugó 8 partidos con un promedio de 18 puntos (69,6 % en tiros de 2, 40 % en triples y 82,1 % en tiros libres), 6,1 rebotes, 4,4 asistencias y 2,9 robos en 29,9 min de media. Fue el máximo anotador, asistente y ladrón de su selección.
Finalizó el Europeo Sub-16 División B de 2008 con el 4º mejor % de tiros de campo (55,8 %), el 7º mejor % de tiros libres y el 11º mejor % de triples y fue el máximo asistente, el 7º máximo anotador, el 6º en robos y en tiros libres anotados (4 por partido), el 9º en dobles-dobles (2), el 10º en triples anotados (2 por partido), el 11º en tiros de campo anotados (6 por partido), el 15º en rebotes defensivos (5,1 por partido), el 17º en tiros de 2 anotados (4 por partido) y el 20º en min.
En el Europeo Sub-18 División B de 2008 jugó 7 partidos con un promedio de 12 puntos (61,3 % en tiros de 2, 47,6 % en triples y 80 % en tiros libres), 1,7 rebotes y 1,6 asistencias en 25,4 min de media. Fue el máximo anotador de su selección.
Tuvo el 11º mejor % de triples del Europeo Sub-18 División B de 2008.
En el Europeo Sub-18 División B de 2009 jugó 7 partidos con un promedio de 12,9 puntos (73,5 % en tiros libres), 3,6 rebotes, 3,7 asistencias y 2,3 robos en 26,6 min de media. Fue el máximo anotador, asistente y ladrón de su selección.
Finalizó el Europeo Sub-18 División B de 2009 con el 7º mejor % de tiros libres y fue el 6º máximo asistente y en tiros libres anotados (3,6 por partido) y el 5º en robos.

### Absoluta
Debutó con la absoluta de Suiza en el EuroBasket División B de 2009, no logrando Suiza clasificarse para el EuroBasket 2009 celebrado en Polonia.
Jugó 1 min en un partido.
Disputó el EuroBasket División B de 2011, quedando Suiza 2ª del Grupo C.
Jugó 3 partidos con un promedio de 10,7 puntos (55,6 % en tiros de 2, 33,3 % en triples y 83,3 % en tiros libres), 2,3 rebotes y 3,3 asistencias en 26,7 min de media.
Disputó la Fase de Clasificación para el EuroBasket 2013, celebrado en Eslovenia, no logrando Suiza clasificarse.
Jugó 8 partidos con un promedio de 11,5 puntos (51,4 % en tiros de 2, 33,3 % en triples y 72,7 % en tiros libres), 2,8 rebotes y 3,1 asistencias en 25,4 min de media. Fue el máximo asistente de su selección.
Disputó la Clasificación para el EuroBasket 2015, celebrado entre Alemania, Croacia, Francia y Letonia, no logrando Suiza clasificarse.
Jugó 8 partidos de 1ª fase, promediando 5,4 puntos (30,8 % en triples y 78,6 % en tiros libres), 1,8 rebotes y 2,9 asistencias en 20,8 min de media.  Fue el máximo asistente de su selección.
Finalizó la 1ª fase de la Clasificación para el EuroBasket 2015 como el 12º máximo asistente.